# Pleuraphodius soudanensis
Pleuraphodius soudanensis är en skalbaggsart som beskrevs av Rudolph Petrovitz 1958. Pleuraphodius soudanensis ingår i släktet Pleuraphodius och familjen Aphodiidae. Inga underarter finns listade i Catalogue of Life.